# Еди Хау
Едвард Џон Френк Хау (енгл. Edward John Frank Howe; 29. новембар 1977) бивши је енглески фудбалер који је играо на позицији центархалфа. Тренутно ради као тренер Њукасл јунајтеда.
Највећи део своје каријере провео је у Борнмуту, рачунајући и омладинску каријеру. Након играчке, посветио се тренерској каријери коју је такође почео у Борнмуту. Након једне сезоне у Бернлију, вратио се у Борнмут, где је клуб успео да доведе до Премијер лиге из Прве лиге за три сезоне. У новембру 2021. године постао је тренер Њукасл јунајтеда.

## Највећи успеси (као тренер)

### Борнмут
- Чемпионшип (1) : 2014/15.
- Лига 1 Енглеске : вицепрвак 2012/13. (промоција у Чемпионшип)
- Лига 2 Енглеске : вицепрвак 2009/10. (промоција у Лигу 1 Енглеске)

### Њукасл јунајтед
- Лига куп Енглеске (1) : 2024/25.[5] (финалиста 2022/23.)

## Статистика (као тренер)
Последња измена 25. маја 2025.
| Тим             | Од                 | До                | Статистика | Статистика | Статистика | Статистика | Статистика |
| Тим             | Од                 | До                | Утк        | Поб        | Нер        | Пор        | Поб %      |
| --------------- | ------------------ | ----------------- | ---------- | ---------- | ---------- | ---------- | ---------- |
| Борнмут         | 31. децембар 2008. | 16. јануар 2011.  | 102        | 51         | 18         | 33         | 50.00      |
| Бернли          | 16. јануар 2011.   | 12. октобар 2012. | 87         | 34         | 19         | 34         | 39.08      |
| Борнмут         | 12. октобар 2012.  | 1. август 2020.   | 356        | 143        | 77         | 136        | 40.17      |
| Њукасл јунајтед | 8. новембар 2021.  | данас             | 173        | 88         | 37         | 48         | 50.87      |
| Укупно          | Укупно             | Укупно            | 718        | 316        | 151        | 251        | 44.01      |